# Yochanan Afek
Yochanan Afek est un joueur d'échecs israélien et un compositeur de problèmes d'échecs (un problémiste) né le 16 avril 1952 à Tel Aviv. Maître international depuis 1993, il a remporté l'open international du championnat d'échecs de Paris en 2002. Il a le titre de grand maître international pour la composition échiquéenne depuis 2015.